# Фрітс Смол
Фрітс Смол (нід. Frits Smol, 6 липня 1924 — 1 листопада 2006) — нідерландський ватерполіст.
Учасник Олімпійських Ігор 1948, 1952 років.
Бронзовий призер Олімпійських ігор 1948 року.
Чемпіон Європи з водних видів спорту 1950 року.